# Gerrit Bos
Gerrit Bos (* 8. Juli 1948 in Apeldoorn) ist ein niederländischer Judaist und Arabist.

## Leben
Gerrit Bos studierte klassische Sprachen (1973–1974) und Theologie (1974–1975) an der Rijksuniversiteit Utrecht, semitische Sprachen und Literatur an der Universität Amsterdam (1976–1982), BA (1982), Jiddisch bei Leib Fuks (1980), Judaistik und Islamwissenschaft an der Hebräischen Universität Jerusalem (1982–1985), den Talmud am Center for Conservative Judaism (bei Theodore Friedman, 1983), sowie hebräische und arabische Sprache und Literatur an der Freien Universität Amsterdam (1985–1988), MA 1985, Magisterarbeit: Al-Farabi’s Al-Mahut ha-Nefesh (On the Essence of the Soul); Dr. phil. 1989, Dissertation: The Treatise of Qusta ibn Luqa on the Regimen During the Pilgrimage to Mecca, betreut von Hans Daiber.
Von 1976 bis 1988 katalogisierte er Hebraica, Judaica und Arabica für das Antiquariaat Spinoza in Amsterdam. Von 1988 bis 1989 arbeitete er als wissenschaftliche Hilfskraft und von 1990 bis 1992 als wissenschaftlicher Mitarbeiter am Institut für semitische Sprachen der Freien Universität Amsterdam. Von 1992 bis 1995 war er wissenschaftlicher Mitarbeiter am Wellcome Institute for the History of Medicine (University College London). Von 1993 bis 1996 war er als Tutor für Jüdische Studien am Leo Baeck College tätig. Von 1996 bis 1997 dozierte er am Department of Hebrew and Jewish Studies des University College London. Von 1997 bis 2013 lehrte er als Professor für Judaistik am Martin-Buber-Institut für Judaistik der Universität zu Köln.
Seine Forschungsschwerpunkte sind die mittelalterlichen jüdisch-islamischen Wissenschaften, insbesondere die Medizin, mittelalterliches Hebräisch und Judäo-Arabisch.
Er ist Herausgeber der 17-bändigen kritischen Neuedition der medizinischen Werke von Moses Maimonides, The Medical Works of Moses Maimonides (2002–2021), die neben der erstmaligen Edition der arabischen Originaltexte auch mittelalterliche hebräische und lateinische Übersetzungen sowie eine neue englische Übersetzung beinhaltet. Darüber hinaus ist er Herausgeber von Ibn al-Dschazzars 7-bändigem therapeutischem Kompendium Zād al-musāfir wa-qūt al-ḥāḍir (Der Proviant des Reisenden und die Nahrung der Sesshaften), von dem bisher die Bücher 1–2, 6 und 7 erschienen sind (1997–2022).
In seinen Studien beschäftigt er sich
a) mit der Erforschung der mittelalterlichen hebräischen Medizinterminologie, insbesondere jener Begriffe, die nicht in den gängigen Wörterbüchern vorkommen. Diese sind zum einen in bisher sieben Bänden unter dem Titel Novel Medical and General Hebrew Terminology inventarisiert und zum anderen – ausführlich dokumentiert und zusammengefasst – in einem Wörterbuch veröffentlicht (A Concise Dictionary of Novel Medical and General Hebrew Terminology from the Middle Ages, 2019);
b) mit der Erforschung von medizinisch-botanischen Begriffen aus mittelalterlichen Synonymenlisten in hebräischer Schrift in den Sprachen Hebräisch, Arabisch und Romanisch (insbesondere Altokzitanisch). In Zusammenarbeit mit Guido Mensching (Romanistik, Georg-August-Universität Göttingen) wurden mehrere dieser Listen erforscht und ediert. Als Ergebnis dieser Studien ist das Onlinewörterbuch DiTMAO (Dictionnaire des termes médico-botaniques de l'ancien occitan) in Arbeit (in Zusammenarbeit mit Guido Mensching, Emiliano Giovannetti, Andrea Bozzi und Maria Sofia Corridini);
c) mit dem Erforschen und Edieren von Werken mittelalterlicher jüdischer, christlicher und muslimischer Ärzte, wie z. B. Qusta ibn Luqa, Abu Bakr al-Razi, Ibn al-Dschazzar, Merwan ibn Dschanach, Moses Maimonides, Nathan ben Jo'el Falaquera und Mose von Narbonne, sowie von Übersetzern ins Hebräische, wie Do'eg ha-Edomi, Moses ibn Tibbon, Schem Tov ben Isaak von Tortosa, Nathan ha-Me’ati und Zerahiah Ḥen;
d)  mit der Erforschung der mittelalterlichen Tradition der Galen-Rezeption u. a. bei Maimonides, Hunain ibn Ishāq oder Sergios von Resaina (u. a. in Zusammenarbeit mit Y. Tzvi Langermann);
e)  mit einzelnen Themen der mittelalterlichen jüdisch-islamischen Populärwissenschaften, u. a. astrologische Medizin, Wettervorhersage, Magie (Ornithomantie, Scapulomantie) und Steinkunde.

## Schriften (Auswahl)
Editionen:
a) Maimonides
- The Medical Works of Moses Maimonides. Parallel Arabic-English editions and translations, with editions of the medieval Hebrew and Latin translations, in Zusammenarbeit mit Charles Burnett, Y. Tzvi Langermann und Michael R. McVaugh. 17 Bände. 1–10: Brigham Young University Press, Provo, Utah 2002–2017; 11–17: Brill, Leiden 2018–2021.

1. On Asthma, Band 1. ISBN 978-0-8425-2475-9
2. Medical Aphorisms, Band 1 (Traktate 1–5). ISBN 978-0-934893-75-6
3. Medical Aphorisms, Band 2 (Traktate 6–9). ISBN 978-0-8425-2664-7
4. On Asthma, Band 2. ISBN 978-0-8425-2690-6
5. On Poisons and the Protection against Lethal Drugs. ISBN 978-0-8425-2730-9
6. Medical Aphorisms, Band 3 (Traktate 10–15). ISBN 978-0-8425-2780-4
7. On Hemorrhoids. ISBN 978-0-8425-2789-7
8. On Rules Regarding the Practical Part of the Medical Art. ISBN 978-0-8425-2837-5
9. Medical Aphorisms, Band 4 (Traktate 16–21). ISBN 978-0-8425-2843-6
10. Medical Aphorisms, Band 5 (Traktate 22–25). ISBN 978-0-8425-2876-4
11. On Coitus. ISBN 978-90-04-38006-6
12. On the Regimen of Health. ISBN 978-90-04-39405-6
13. On the Elucidation of Some Symptoms and the Response to Them (Formerly Known as On the Causes of Symptoms). ISBN 978-90-04-39845-0
14. Commentary on Hippocrates’ Aphorisms. 2 Bände. ISBN 978-90-04-41287-3 / ISBN 978-90-04-42552-1
15. Medical Aphorisms: Hebrew Translation by Nathan ha-Mea’ti. ISBN 978-90-04-42816-4
16. Medical Aphorisms: Hebrew Translation by Zerahyah ben She’altiel Hen. ISBN 978-90-04-42818-8
17. Medical Aphorisms: Glossary & Indexes. ISBN 978-90-04-46221-2

- The Medical Works of Moses Maimonides. New English Translations based on the Critical Editions of the Arabic Manuscripts. Brill, Leiden 2021. ISBN 978-90-04-49887-7

b) Ibn al-Dschazzar
- On Forgetfulness and Its Treatment. Critical edition of the Arabic text and the Hebrew translations with commentary and translation into English. London 1995.
- Zād al-musāfir wa-qūt al-ḥāḍir. Critical edition of the original Arabic text, with English translation, introduction and commentary. Kegan Paul, London 1997–2000; Brill, Leiden 2015–.

1. On Sexual Diseases and Their Treatment: Zād al-musāfir wa-qūt al-ḥāḍir (Provisions for the Traveller and Nourishment for the Sedentary), Book 6. London 1997.
2. On Fevers: Zād al-musāfir wa-qūt al-ḥāḍir (Provisions for the Traveller and Nourishment for the Sedentary), Book 7, Chapters 1–6. London 2000.
3. Zād al-musāfir wa-qūt al-ḥāḍir (Provisions for the Traveller and Nourishment for the Sedentary), Book 7, Chapters 7–30, with a critical edition of Moses ibn Tibbon's Hebrew translation (Ṣedat ha-Derakhim). Brill, Leiden 2015. ISBN 978-90-04-28847-8
4. Zād al-musāfir wa-qūt al-ḥāḍir (Provisions for the Traveller and Nourishment for the Sedentary), Books 1 and 2: Diseases of the Head and the Face, with critical editions of the medieval Hebrew translations and the medieval Latin translation, in Zusammenarbeit mit Fabian Käs und Michael R. McVaugh. Brill, Leiden 2022. ISBN 978-90-04-50029-7

c) Sonstige
- Al-Kindī, Scientific Weather Forecasting in the Middle Ages. The writings of Al-Kindī. Studies, editions, and translations of the Arabic, Hebrew and Latin texts, in Zusammenarbeit mit Charles Burnett. London 2000.
- Schem Tov ben Isaak, Medical Synonym Lists from Medieval Provence. Sefer ha-Shimmush, Book 29. Part 1 – Edition and Commentary of List 1 (Hebrew-Arabic-Romance/Latin), in Zusammenarbeit mit Martina Hussein, Guido Mensching und Frank Savelsberg. Brill, Leiden 2011. ISBN 978-90-04-16764-3
- Schem Tov ben Isaak, Medical Glossaries in the Hebrew Tradition. Sefer Almansur. With a supplement on the Romance and Latin terminology, in Zusammenarbeit mit Guido Mensching und Julia Zwink. Brill, Leiden 2017. ISBN 978-90-04-35202-5
- Merwan ibn Dschanach, On the Nomenclature of Medicinal Drugs (Kitāb al-Talkhīṣ). Edition, translation, and commentary, with special reference to the Ibero-Romance terminology, in Zusammenarbeit mit Fabian Käs, Mailyn Lübke und Guido Mensching. 2 Bände. Brill, Leiden 2020. ISBN 978-90-04-41333-7
- Abraham Avigdor, A Fragment of Abraham Avigdor’s Translation of Gerard de Solo’s Practica from the Cairo Genizah. Edition and Analysis with Special Regard to the Old Occitan Elements, Aleph 21.2 (2021): 309–357, in Zusammenarbeit mit Sandra Hajek und Guido Mensching.

Studien:
a) Mittelalterliche hebräische Medizinterminologie
- Novel Medical and General Hebrew Terminology. 7 Bände. 1–3: Oxford University Press (Journal of Semitic Studies, Supplement Series), Oxford 2011–2016; 4–7: Brill, Leiden 2018–2023. ISBN 978-90-04-38261-9, ISBN 978-90-04-47279-2, ISBN 978-90-04-53440-7, ISBN 978-90-04-69771-3
- A Concise Dictionary of Novel Medical and General Hebrew Terminology from the Middle Ages. Brill, Leiden 2019. ISBN 978-90-04-39865-8

b) Mittelalterliche medizinisch-botanische Synonymenlisten
- Hebrew Medical Synonym Literature. Romance and Latin Terms and Their Identification, Aleph 5 (2005): 169–211, in Zusammenarbeit mit Guido Mensching.
- Arabic-Romance Medico-botanical Synonym Lists in Hebrew Manuscripts from the Iberian Peninsula and Italy (Vatican Library, Fourteenth–Fifteenth Century), Aleph 15.1 (2015): 9–61, in Zusammenarbeit mit Guido Mensching.
- A Glimpse into Medical Practice among Jews around 1500. Latin-German Pharmaceutical Glossaries in Hebrew Characters Extant in Ms Leiden, Universiteitsbibliotheek, Cod. Or. 4732/1 (SCAL 15), fols. 1a–17b, in Zusammenarbeit mit Klaus-Dietrich Fischer. Brill, Leiden 2021. ISBN 978-90-04-45913-7
- Glossaris medicobotànics multilingües de l’edat mitjana en grafia hebrea, in Sabers per als laics. Vernacularització, formació, transmissió (Corona d’Aragó, 1250–1600), hrsg. v. Isabel Müller und Frank Savelsberg, Berlin 2021, 19–41, in Zusammenarbeit mit Guido Mensching.

c) Jüdische Ärzte und Übersetzer des Mittelalters
- R. Moshe Narboni, Philosopher and Physician. A Critical Analysis of Sefer Oraḥ Ḥayyim, Medieval Encounters 2.1 (1995): 219–251.
- Maimonides’ Medical Works and their Contribution to his Medical Biography, Maimonidean Studies 5 (2008): 243–266.
- Medical Terminology in the Hebrew Tradition. Shem Tov Ben Isaac, Sefer ha-Shimmush, Book 30, Journal of Semitic Studies 55.1 (2010): 53–101
- Medical Terminology in the Hebrew Tradition. Nathan Ben Eliezer ha-Me’ati, Glossary to the Hebrew translation of Ibn Sīnā’s K. al-Qānūn fī al-ṭibb, Revue des études juives 173. 3–4 (2013): 305–321.

d) Mittelalterliche Galen-Rezeption
- The Reception of Galen in Maimonides’ Medical Aphorisms, in The Unknown Galen, hrsg. v. V. Nutton, London 2002, 139–152.
- Pseudo-Galen, Al-Adwiya ’l-maktuma, with the commentary of Hunayn ibn Ishaq, Suhayl 6 (2006): 81–112, in Zusammenarbeit mit Y. Tzvi Langermann.
- The Introduction of Sergius of Resh‘aina to Galen’s Commentary on Hippocrates’ On Nutriment, Journal of Semitic Studies 54.1 (2009): 179–204, in Zusammenarbeit mit Y. Tzvi Langermann.
- The Alexandrian Summaries of Galen’s On Critical Days. Editions and translations of the two versions of the Jawāmiʿ, with Introduction and Notes, in Zusammenarbeit mit Y. Tzvi Langermann. Brill, Leiden 2014. ISBN 978-90-04-28221-6
- An Epitome of Galen’s On the Elements, Ascribed to Hunayn Ibn Ishaq, Arabic Sciences and Philosophy 25 (2015): 33–78, in Zusammenarbeit mit Y. Tzvi Langermann.

e) Zohar
- Neologisms and Interpretations in the Sefer ha-Zohar. In: Kabbalah. Journal for the Study of Jewish Mystical Texts, Jg. 55 (2022), S. 119–132.
- Neologisms and Other Difficult Terms in the Sefer ha-Zohar: Novel Interpretations II. In: Kabbalah. Journal for the Study of Jewish Mystical Texts, Jg. 56 (2023), S. 169–179.
- Neologisms and Other Difficult Terms in the Sefer ha-Zohar: Novel Interpretations III. In: Kabbalah. Journal for the Study of Jewish Mystical Texts, Jg. 57 (2024), S. 35–58.
- Neologisms and Other Difficult Terms in the Sefer ha-Zohar: Novel Interpretations IV. In: Kabbalah. Journal for the Study of Jewish Mystical Texts, Jg. 58 (2024), S. 7–24.
- Neologisms and Other Difficult Terms in the Sefer ha-Zohar: Novel Interpretations V. In: Kabbalah. Journal for the Study of Jewish Mystical Texts, Jg. 59 (2025), S. 109–180.

f) Einzelne Themen der mittelalterlichen jüdisch-islamischen Populärwissenschaften
- Hayyim Vital’s Kabbalah Ma‘asit we-Alkhimiyah (Practical Kabbalah and Alchemy), a Seventeenth Century ‘Book of Secrets, Journal of Jewish Thought and Philosophy 4 (1994): 55–112.
- Jewish Traditions on Strengthening Memory and Leone Modena’s Evaluation, Jewish Studies Quarterly 2.1 (1995): 39–58.
- Jewish Traditions on Magic with Birds (Ornithomancy), (2015, online).